# Henry Mériot
Henry Mériot, né le 1er avril 1856 à Marennes et mort le 7 mai 1938 à Rochefort, est un poète français, proche du mouvement parnassien.

## Œuvres
- Les Flûtes de Jade, avec une préface de Joséphin Péladan, 1890
- Dernières lueurs, poèmes. Préface de Philéas Lebesgue. Postface d'Hector Talvart
- Les Figulines, avec lettre-préface de Léon Cladel, 1902
- Les Lys de minuit. Les Nefs fleuries. Marthe, 1911
- Les Scabieuses, avec une préface de Victor Billaud, 1925
- Le Jardin de Flore, 1925
- Les belles légendes de Saintonge, 1936

Préfaces
- Alfred Garceaud. Rayons d'amour
- Théâtre de François Coppée, de l'Académie française, tailles-douces, par Paul Pinasseau, 1897
- Albert Puyrigaud. Marjolaines de Saintonge, poésies. 1895
- Charlotte Séverac. La Page où l'on aime.